# Safranbolu
Safranbolu (grec: Σαφράμπολις) és una ciutat i districte de la província de Karabük a la regió de la mar Negra a Turquia. Es troba a uns 200 quilòmetres al nord d'Ankara i a uns 100 km al sud de la costa del mar Negre, o més precisament a uns 9 km al nord de la ciutat de Karabük. Els antics noms turcs de la ciutat eren Zalifre i Taraklıborlu i en grec Theodoroupolis, Θεοδωρούπολις (és a dir, 'la ciutat de Theodorus' o 'dona Theodora') i aquest últim Saframpolis, Σαφράμπολις. Era part de la província de Karabük fins al 1923 i de la província de Zonguldak entre 1923 i 1995. Està inscrit en la llista del Patrimoni de la Humanitat des del 1994.

## Personatges notables
- Fatma Memik (1903-1991, una de les primeres diputades i metgesses turques)

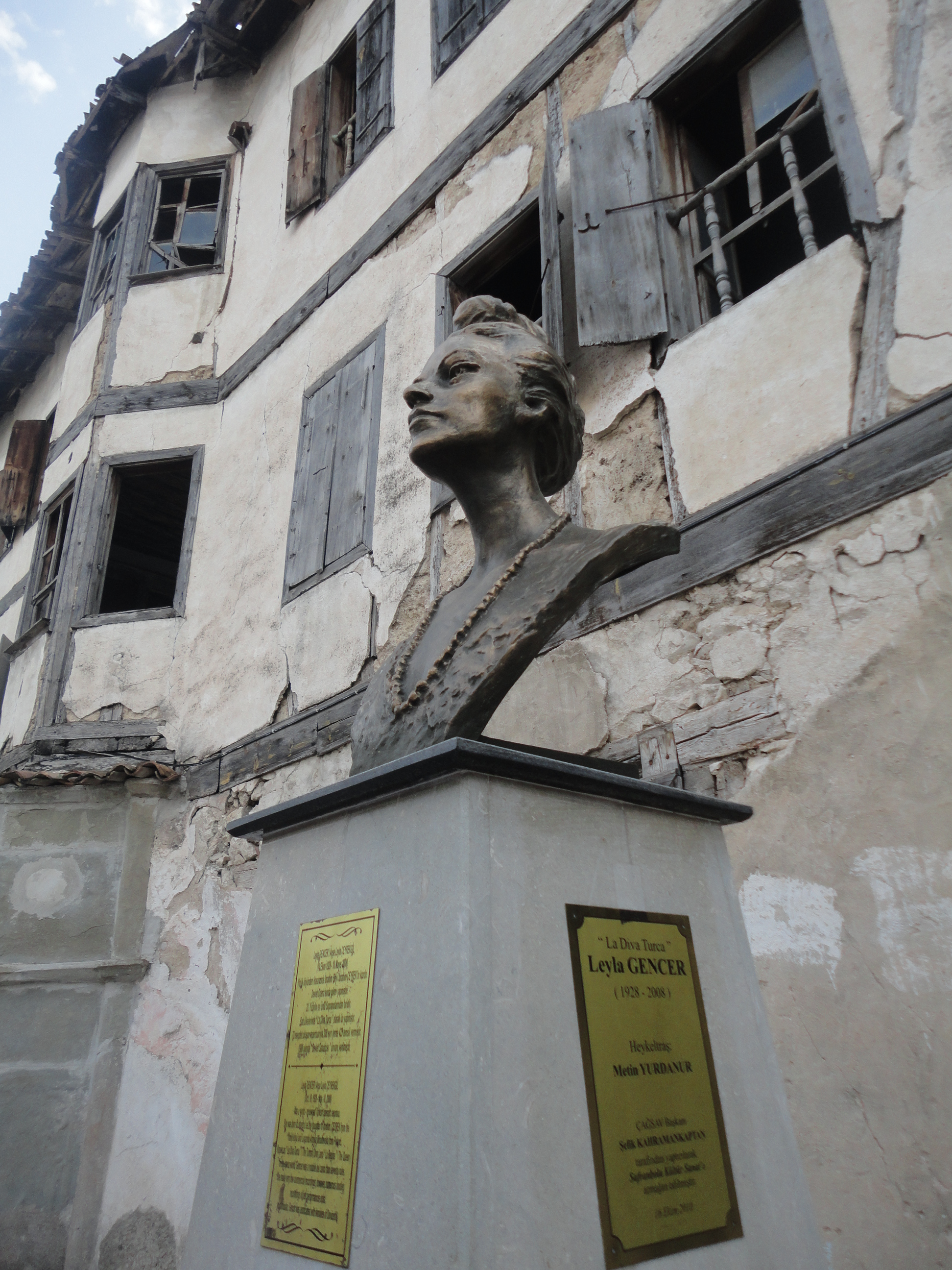
Bust de Leyla Gencer davant de la casa abandonada a Yörüköy, Safranbolu, d'on prové el seu pare, Hasanzade İbrahim Bey